# Antiga Llotja (la Serra d'en Galceran)
L'Antiga Llotja de la Serra d'en Galceran, a la comarca de la Plana Alta, és un edifici comercial catalogat, dins del Pla General d'Ordenació Urbana, Bé de Rellevància Local
L'Antiga Llotja és un edifici construït per a albergar, a més d'una zona comercial (la llotja pròpiament dita), la seu de la Casa Consistorial, per aquest motiu la plaça a la qual dona la façana principal de l'edifici rep el nom de plaça de l'Ajuntament, malgrat trobar-se aquest situat a la Palau dels Casalduch, al carrer del Bisbe Beltrán, 2.
L'edifici sí que va albergar l'Ajuntament del municipi, ocupant per a això la part superior del mateix, mentre que la Llotja ocupava, íntegrament, la planta baixa. A aquesta planta superior, on hi ha la Sala, es pot accedir per una escala independent que dona a la façana de la plaça Mosen Jesús Querol. En aquesta planta que és independent de la resta de l'edifici hi ha també dues dependències que van ser utilitzades en el seu temps, com a presó, encara que han estat habilitades com a lavabos.
Per la seva banda, la façana de la llotja presenta dos arcs de mig punt, malgrat que el segon s'hagi fraccionat per la mitgera de l'edifici contigu, la qual cosa va suposar deixar l'arc en un terç del mateix. Quan es va tancar els arcs amb reixes, es va habilitar una entrada sobre el pilar esquiner, la qual cosa va implicar trencar la composició inicial de l'edifici.
Es va construir amb maçoneria per pràcticament tot l'edifici, excepte els carreus emprats per a les dovelles que emmarquen els dos arcs de mig punt de la façana de la llotja, així com la fusta emprada per a les bigues de l'edifici.
Actualment és en ús com a Llar del Jubilat, “La Serratina”, per a això es van realitzar obres d'adaptació per a la instal·lació d'un bar.